# Sidó Zoltán (politikus)

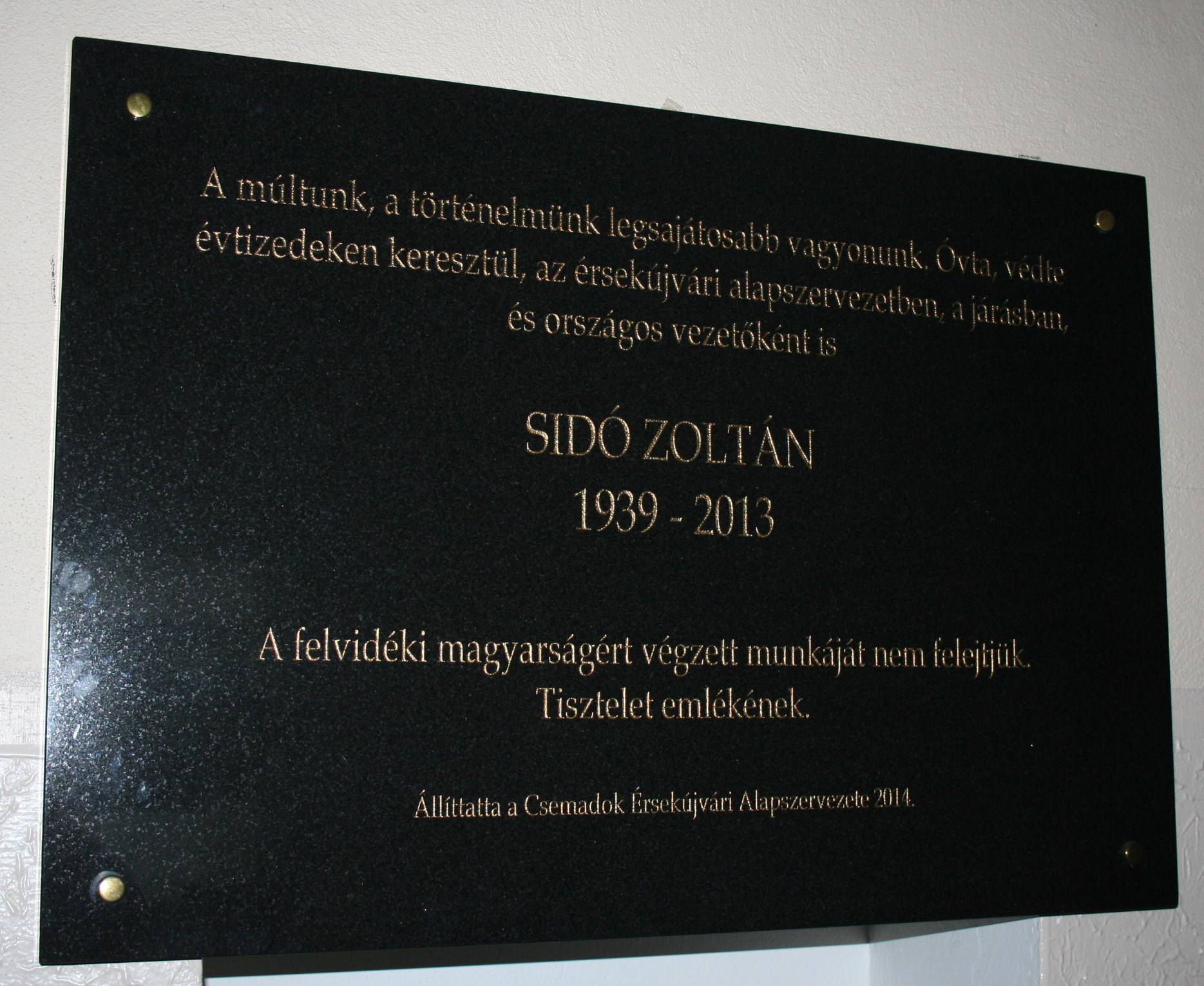
Emléktábla az érsekújvári Csemadok épületében

Sidó Zoltán (Komárom, 1939. április 11. – Érsekújvár, 2013. július 2.) tanár, politikus, művelődésszervező.

## Élete
1957-ben érettségizett Érsekújvárott, majd 1963-ban a nyitrai Pedagógiai Főiskolán szerzett magyar–szlovák–képzőművészeti nevelés szakos tanári oklevelet. 1963-tól Udvardon, majd 1972-től Érsekújvárott tanított.
1981–1991 között a Csemadok Központi Bizottságának elnöke, 1991–1993 között főtitkára, 1994–2007 között a Komáromi Városi Egyetem igazgatója volt. 1982–1990 között szövetségi parlamenti képviselőként működött Prágában. A Szlovákiai Magyar Pedagógusok Szövetségének tagja.
Az érsekújvári magyarság kulturális életének szervezője, a Csemadok országos elnökeként pedig a szlovákiai magyar kulturális élet irányítója. 

## Elismerései
- 2008 Pro Probitate (Helytállásért)-díj[1]

## Művei
- Mérlegen. Czuczor-napok Érsekújvárott; AZ Print, Érsekújvár, 1994
- Őszi Irma–Sidó Zoltán: Ötven év szolgálat; Csemadok Dunaszerdahelyi Területi Választmánya, Dunaszerdahely, 2000 (Gyurcsó István Alapítvány könyvek)
- Közügy. A Komáromi Városi Egyetem jubileumi évkönyve, 1992–2002; Schola Comaromiensis, Komárom, 2002
- Komáromi Alkotóművészek Egyesülete K.ART.E; összeáll. Sidó Zoltán, Kopócs Tibor, Czafrangó Sylvia; K.ART.E, Komárom, 2004
- Selye János Egyetem; összeáll. Albert Sándor, szerk. Sidó Zoltán; KT, Révkomárom, 2004